# N-Arahidonoildopamin
N-Arahidonoildopamin (NADA) je endokannabinoid koji deluje kao agonist CB1 receptora i TRPV1 jonskog kanala. On je otkriven 2002. Prisutan je u mozgu pacova, sa posebno visokim koncentracijama u hipokampusu, cerebelumu i strijatumu. On aktivira TRPV1 kanal sa EC50 od oko 50 nM.